# Francesco Beccaruzzi
Francesco Beccaruzzi (* um 1492 in Conegliano; † um 1563 in Treviso) war ein italienischer Maler.
Über Francesco Beccaruzzis Herkunft und Ausbildung ist nur wenig bekannt. Die Signatur auf zwei seiner Werke belegt, dass aus Conegliano stammte. Ab spätestens 1519 ist er in Treviso nachweisbar, wo er 1540 heiratete und wo 1555 sein Sohn Agostino Percausis geboren wurde. Gegen 1531 wird Beccaruzzi erstmals als Künstler erwähnt. Seine Werke zeigen einen starken venezianischen Einfluss, so dass ein längerer Aufenthalt und vielleicht auch eine Ausbildung in Venedig zu vermuten sind. Traditionell wird er als Schüler des Cima da Conegliano betrachtet, was allerdings durch keinerlei Urkunden gestützt wird. Stark beeinflusst wurde er durch Giovanni Antonio da Pordenone und Tizian, dessen Werke in Treviso er eingehend studiert zu haben scheint. Darüber hinaus lassen sich Kontakte zu Paris Bordone, Ludovico Fiumicelli (* 1500; † 1582) und Lorenzo Lotto nachweisen.

## Ausgewählte Werke
- Bergamo, Accademia Carrara
  - Bildnis einer jungen Frau.
- Berlin, Gemäldegalerie
  - Bildnis eines Ballspielers mit seinem Pagen.
- Florenz, Galleria degli Uffizi
  - Bildnis eines Mannes. um 1550
- Valdobbiadene, Pfarrkirche
  - Die Himmelfahrt Mariae.
- Venedig, Gallerie dell'Accademia
  - Die Stigmatation des heiligen Franziskus. 1545